# Altos de Chavón
Altos de Chavón ist ein Nachbau eines Dorfes im Stil des 16. Jahrhunderts und eine Touristenattraktion in der Provinz La Romana der Dominikanischen Republik.
Erdacht wurde das Dorf von zwei Mitarbeitern von Paramount Pictures: vom Filmarchitekten Roberto Copa und von Charles Bluhdorn. Der Bau begann 1976, als man für eine Straße und eine Brücke über den Rio Chavón einen Weg freisprengte und so Mengen von Steinen zur Hand waren. Das Dorf wurde Anfang der 1980er Jahre fertiggestellt. Die Kirche St. Stanislaus wird gern für Hochzeiten gebucht.

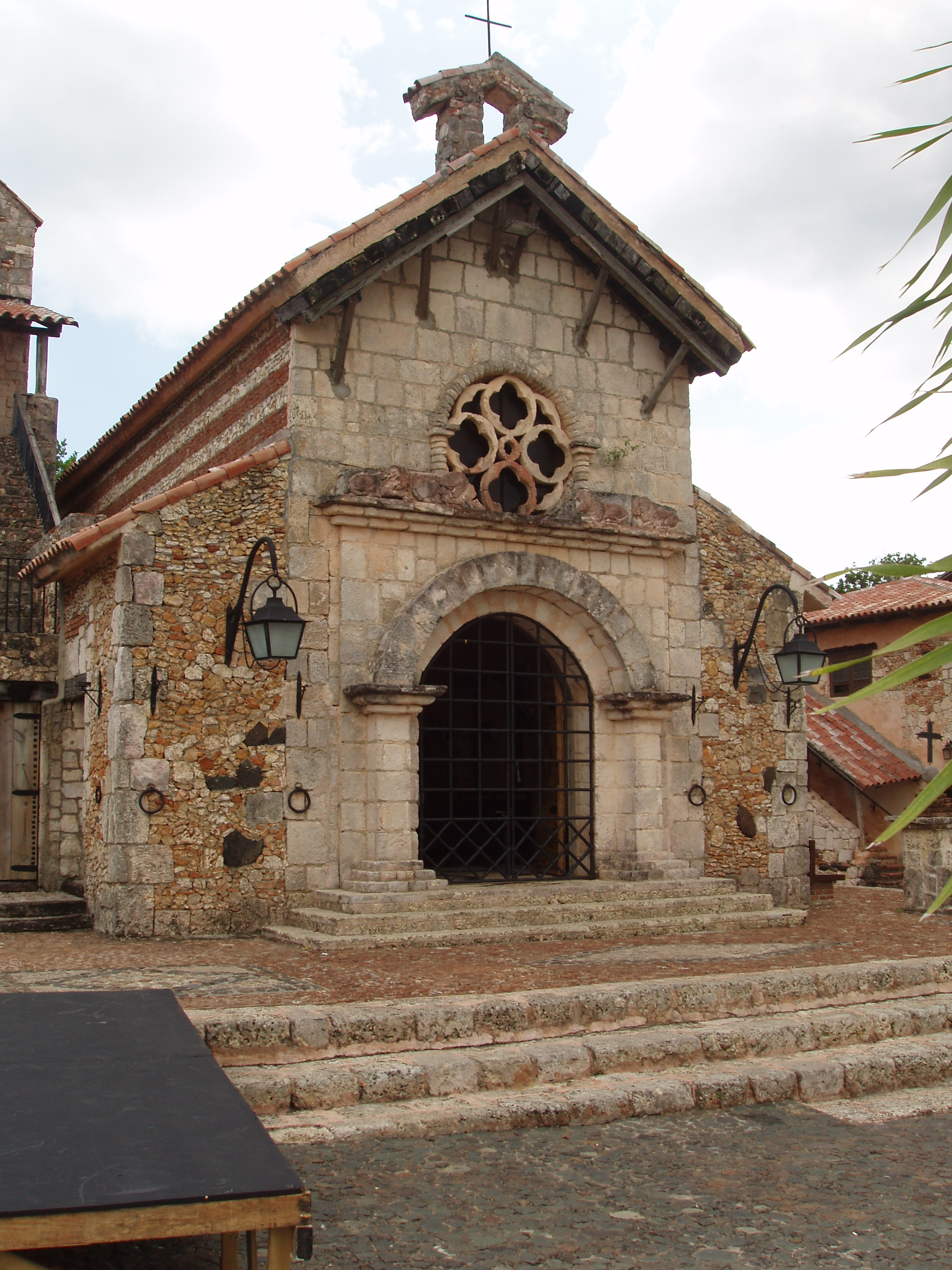
Kirche St. Stanislaus

Im Amphitheater im römischen Stil mit 5000 Sitzplätzen traten u. a. die Pet Shop Boys, Frank Sinatra, Andrea Bocelli, Julio Iglesias und Enrique Iglesias auf. Ein archäologisches Museum (Museo Arqueológico Regional) zeigt Funde präkolumbianischer Kulturen aus der Umgebung.